# GameStop
GameStop é uma empresa varejista de jogos de vídeos e entretenimento fundada em 1984, com sede em Dallas, Texas, nos Estados Unidos. Opera 6700 lojas no Canadá, Porto Rico, Irlanda, Áustria, Dinamarca, Suécia, Rússia, Noruega, Finlândia, Alemanha, Espanha, Suíça e Itália. Além disso, tem três websites (GameStop.com, EBgames.com e ImpulseDriven.com) e a revista Game Informer.

## História
A empresa foi fundada em 1984 por James McCurry e Gary M. Kusincom que era colegas da Harvard Business School, o nome de Babbage's (em homenagem ao matemático Charles Babbage) no ramo de softwares para computador, tendo rapidamente mudado seu foco para jogos eletrônicos com as vendas do Atari 2600, em 1988 começou a vender ações na bolsa de valores, em 1994 se juntou a Software Etc. criando a NeoStar Retail Group.

## Episódio das vendas a descoberto
Em janeiro de 2021, a comunidade Wall Street Bets, do website Reddit, descobriu um buraco nas ações da GameStop pela bolsa de valores americana. Diversos investidores, visando a queda no capital mercadológico da rede de games, permitiram que todas as vendas de ações fossem acordadas sob venda a descoberto, ou "vendas fantasmas", o que permitiria aos apostadores venderem as ações por preços altos, comprando-as novamente por um preço menor no futuro, obtendo lucro.
Para que o esquema de venda a descoberto funcionasse, seria necessário que o valor de mercado da GameStop caísse. O que aconteceu foi o contrário: redditors começaram a investir do seus próprios bolsos, fazendo o valor da compra dos ativos saltar mais de 1800%: dos US$ 19,95 no início do mês de janeiro para o pico de quase U$350,00 no fim, forçando os investidores das "ações fantasmas" a recomprarem seus ativos por valores exorbitantes, muito maiores daqueles pelo qual haviam vendido.
Corretoras como a Robinhood precisaram congelar as transições de compra para a NYSE: GME, sendo acusada e investigada por manipulação de mercado. Internautas também encontraram a brecha nas ações de empresas como a rede de cinemas AMC e a Blackberry, que também enfrentavam momentos de abalo financeiro.